# Mårdaklevs socken
Mårdaklevs socken i Västergötland ingick i Kinds härad, ingår sedan 1971 i Svenljunga kommun och motsvarar från 2016 Mårdaklevs distrikt.
Socknens areal är 70,37 kvadratkilometer varav 67,37 land. År 2000 fanns här 361 invånare.  Orten Mårdaklev samt sockenkyrkan Mårdaklevs kyrka ligger i socknen. 

## Administrativ historik
Socknen har medeltida ursprung. 
Vid kommunreformen 1862 övergick socknens ansvar för de kyrkliga frågorna till Mårdaklevs församling och för de borgerliga frågorna bildades Mårdaklevs landskommun. Landskommunen uppgick 1952 i Kindaholms landskommun som 1971 uppgick i Svenljunga kommun. Församlingen uppgick 2006 i Kindaholms församling.
1 januari 2016 inrättades distriktet Mårdaklev, med samma omfattning som församlingen hade 1999/2000.  
Socknen har tillhört län, fögderier, tingslag och domsagor enligt vad som beskrivs i artikeln Kinds härad. De indelta soldaterna tillhörde Älvsborgs regemente, Södra Kinds kompani.

## Geografi
Mårdaklevs socken ligger nordost om Falkenberg kring Ätran. Socknen har odlingsbygd i ådalen och är i övrigt en kuperad sjö- och mossrik skogsbygd.
1931 hade Mårdaklevs socken 609 invånare och där fanns 577 hektar åker och 3894 hektar skogsmark.

## Fornlämningar
Boplatser från stenåldern är funna. Från bronsåldern finns gravrösen. Från järnåldern finns ett gravfält med domarringar.
Tre skansar från sen medeltid finns vid Ätran. Dessa var ett typiskt inslag i den gamla gränsbygden mot Danmark (Halland).

## Namnet
Namnet skrevs 1351 Marthakelf och kommer från kyrkbyn. Efterleden innehåller klev, 'bergsklyfta; trång bergstig; brant backe eller klippa'. Förleden kan antingen innehålla mardher, 'grusig mark; stenig skog' eller mård.